# Gambia bei den Commonwealth Games

Gambia

Seit 1970 hat Gambia zu jedem der Spiele der Commonwealth Games, mit Ausnahme der Spiele 1986, die boykottiert wurden, ein Team entsandt. Die einzige Medaille, die ein gambisches Team errungen hatte, war 1970 die Bronze-Medaille für den Wettbewerb im Hochsprung.

## Medaillenbilanz
| Games                   | Gold | Silber | Bronze | gesamt |
| ----------------------- | ---- | ------ | ------ | ------ |
| Edinburgh 1970          | 0    | 0      | 1      | 1      |
| Christchurch 1974       | 0    | 0      | 0      | 0      |
| Edmonton 1978           | 0    | 0      | 0      | 0      |
| Brisbane 1982           | 0    | 0      | 0      | 0      |
| Edinburgh 1986          | –    | –      | –      | –      |
| Auckland 1990           | 0    | 0      | 0      | 0      |
| Victoria 1994           | 0    | 0      | 0      | 0      |
| Kuala Lumpur 1998       | 0    | 0      | 0      | 0      |
| Manchester 2002         | 0    | 0      | 0      | 0      |
| Melbourne 2006          | 0    | 0      | 0      | 0      |
| Delhi 2010              | 0    | 0      | 0      | 0      |
| Commonwealth Games 2014 | –    | –      | –      | –      |
| Gold Coast 2018         | 0    | 0      | 0      | 0      |
| gesamt                  | 0    | 0      | 1      | 1      |